# Человек-паук (фильм, 1969)
«Человек-паук» (англ. Spider-man) — американский короткометражный супергеройский фильм 1969 года, снятый режиссёром Дональдом Ф. Глатом. Это несанкционированный фанатский фильм, один из нескольких, созданных Глатом, и последний фильм такого типа, созданный им. Позже этот короткометражный фильм был выпущен вместе с несколькими другими короткометражками Глута, в качестве документального фильма 2006 года о Глуте. Сюжет короткометражного фильма сосредоточен вокруг Человека-паука, который должен спасти женщину от её отца, коварного злодея доктора Лайтнинга, оригинального персонажа, созданного Глатом специально для фильма.
Съёмки проходили в доме Глата, а также в каньоне Бронсон, и Глат снимал сцены лазания по стенам, поворачивая камеру в бок. Он также использовал другие эффекты, такие как покадровая анимация, а также использование миниатюрных фигурок. Первоначально «Перенасыщение» показывало фильм в доме Майкла Несмита, его друга, а позже убедило киномеханика показать короткометражку в кинотеатре, где показывали студенческие короткометражки из Университета Южной Калифорнии.

## Сюжет
Короткометражка начинается с того, что Человек-паук хватает своей паутиной газету Daily Bugle с заголовком о том, что изуродованный учёный становится злодеем по имени Доктор Лайтнинг. Затем фильм переходит к Рэнди Робертсону и дочери доктора Лайтнинга, которая надеется, что, разоблачив её отца, он вернется к разумному, незлому человеку, которым он был раньше. Её попытки оказались тщетны, поскольку её похищает приспешник её отца Реков и увозит в соседний каньон, не забыв выстрелить Рэнди в плечо. Через несколько мгновений появляется Человек-паук и, увидев, что Рэнди жив, отправляется спасать молодую женщину.
В пустыне Человек-паук противостоит доктору Лайтнингу и Рекову. Начинается драка, и в хаосе доктор Лайтнинг стреляет в своего приспешника из лучевого пистолета. Затем он убегает, но Человек-паук прикрепил к его машине самонаводящийся маячок. Человеку-пауку удаётся найти машину злодея и пытается остановить его, захватив его машину паутиной, но доктор Лайтнинг стреляет в паутину, в результате чего машина падает в каньон и взрывается. Человек-паук возвращается к дочери злодея и сообщает ей о его смерти, заявляя, что теперь она и мир в безопасности.

## Актёрский состав
| Актёр           | Роль                      |
| --------------- | ------------------------- |
| Дональд Ф. Глат | Питер Паркер/Человек-паук |
| Джим Хармон     | Реков                     |
| Рик Митчелл     | Рэнди Робертсон           |
| Билл Оббаджи    | Свидетель                 |
| Боб Розен       | доктор Лайтнинг           |
| Донна Шеннон    | Дочь доктора Лайтнинга    |

## Критика и отзывы
Критики восприняли фильм с момента его выхода в 1969 году в основном положительно. Bleeding Cool сравнил его с фильмом Рэя Денниса Стеклера с более низкой производственной ценностью. «Geeks of Doom» положительно оценил короткометражку, высмеивая её, а также положительно комментируя, каких перенасыщенных спецэффектов удалось добиться, имея «много свободного времени, несколько одноразовых игрушек и несколько удобных петард». Comics Alliance выразил аналогичное мнение, написав: «Несмотря на то, что фильм явно был снят с довольно небольшим бюджетом, «Человек-паук» от Глута обладает огромным очарованием». Reelz Channel также сделал рецензию на короткометражку, отметив, что она была «серьёзной, хотя и непреднамеренно весёлой».